# Wola Aleksandra
Wola Aleksandra (dawn. alt. Wola Aleksandrowska) – wieś sołecka w Polsce położona w województwie mazowieckim, w powiecie legionowskim, w gminie Nieporęt.
W latach 1975–1998 miejscowość administracyjnie należała do województwa warszawskiego.
Według stanu na dzień 29 października 2008 roku sołectwo posiadało 79 ha powierzchni i 195 mieszkańców.